# Изумрудное (Крым)
Изумру́дное (укр. Ізумрудне, крымскотат. İzumrudnoye, Изумрудное) — село в Джанкойском районе (Автономной) Республики Крым, центр Изумрудновского сельского поселения (согласно административно-территориальному делению Украины — Изумрудновского сельского совета Автономной Республики Крым).

## Население
| 2001 | 2014  |
| ---- | ----- |
| 1960 | ↘1905 |

## Современное состояние
На 2023 год в Изумрудном числится 23 улицы, 4 переулка и 2 перегона Джанкой — Богемка: 3 километр и 4 километр; на 2009 год, по данным сельсовета, село занимало площадь 221,2 гектара на которой, в 730 дворах, проживало более 2 тысяч человек. В селе действуют средняя общеобразовательная школа, детский сад «Алёнушка», детский сад «Изумрудный», детская школа искусств, дом культуры, библиотека, гостиница «Изумруд», отделение Почты России.

## География
Расположено в центре района, в степном Крыму, фактически — северная окраина Джанкоя (по шоссе примерно 4,5 километра), высота центра села над уровнем моря — 18 м. Транспортное сообщение осуществляется по региональной автодороге 35Н-133 Джанкой — Изумрудное.

## История
Предшественником села было организованное в 1920-х годах подсобное хозяйство дорожного управления Сталинской железной дороги народного Комиссариата путей сообщения СССР, в апреле 1944 года преобразованное в совхоз «Джанкой». На его базе 27 июня 1951 года создан винсовхоз «Ново-Джанкойский» винкомбината Массандра. В справочнике «Города и села Украины. Автономная Республика Крым» утверждается, что тогда же село получило название Ново-Джанкойское, но в  справочниках «Крымская область. Административно-территориальное деление на 1 января 1968 года» и «Крымская область. Административно-территориальное деление на 1 января 1977 года» такого села не учтено. В 1973 году совхоз был преобразован в совхоз—завод. В послевоенные годы также был создан специализированный селекционно-питомниководческий совхоз «Изумрудный», объединённый в 1978 году с совхоз-заводом «Ново-Джанкойский», под названием совхоз-завод «Изумрудный». На административно-территориальный учёт село Изумрудное было поставлено 5 января 1982 года и образован Изумрудновский сельский совет. По данным переписи 1989 года в селе проживало 1869 человек. С 21 марта 2014 года в составе Крыма аннексировано Россией.